# Сельское поселение «Бальзино»
Се́льское поселе́ние «Бальзино» (бур. Бальжинай hомон) — муниципальное образование в Дульдургинском районе Забайкальского края Российской Федерации.
Административный центр — село Бальзино.

## История
Статус и границы сельского поселения установлены Законом Читинской области от 19 мая 2004 года «Об установлении границ, наименований вновь образованных муниципальных образований и наделении их статусом сельского, городского поселения в Читинской области».

## Население
| 2010 | 2011  | 2012  | 2013  | 2014 | 2015 | 2016 |
| ---- | ----- | ----- | ----- | ---- | ---- | ---- |
| 1031 | ↘1030 | ↘1022 | ↘1010 | ↘999 | ↘980 | ↘968 |
| 2017 | 2018  | 2019  | 2020  | 2021 |      |      |
| ↘955 | ↗967  | ↗968  | ↘962  | ↘758 |      |      |

## Состав сельского поселения
| № | Населённый пункт | Тип населённого пункта       | Население |
| - | ---------------- | ---------------------------- | --------- |
| 1 | Бальзино         | село, административный центр | ↘775      |
| 2 | Красноярово      | село                         | ↘195      |